# توزيع وايبول
في نظرية الاحتمالات والإحصاء، توزيع وايبول توزيع احتمالي مستمر اشتق اسمه من اسم المهندس والرياضياتي والدي وايبول معرف في الجزء الموجب من الأعداد الحقيقية.

بمراعاة اختيار معين لمعاملي وايبول λ و k ينتج توزيع احتمالي طبيعي (1=λ و 5=k) في الصورة. يُستعمل توزيع وايبول لمحاكاة كثير من التطبيقات الاحتمالية، كسرعة الرياح مثلا.
يختلف عن التوزيع الطبيعي بمراعاته لعامل الزمن (الماضي) لعنصر معين، فثلا تتآكل وحدة أو آلة معينة ليس بعنصر الزمن فقط، وإنما أيضا بمراعاة ظروف التشغيل نفسها.

توزيع وايبول يصف مدة حياة (الفترة الزمنية لقابلية الاستخدام) قطعة أو وحدة إلكترونية معينة. للتوزيع قابلية الملائمة لتوافِقَ معدلات تعطل (الوحدات/القطع) المختلفة للأنظمة التقنية، سواء كانت هذه المعدلات مرتفعة، منخفضة أو ثابتة.

## الخواص

### دالة الكثافة
يقال أن لمتغير لعشوائي ما أنه يتبع توزيع وايبول إذا كانت دالة كثافته تعطى بالشكل التالي:
{\displaystyle f(x;\lambda ,k)={\begin{cases}{\frac {k}{\lambda }}\left({\frac {x}{\lambda }}\right)^{k-1}e^{-(x/\lambda )^{k}}&x\geq 0,\\0&x<0,\end{cases}}}
حيث k> 0 و λ>0 متثابتا التوزيع.

### دالة التوزيع
دالة التوزيع التراكمي لمتغير عشوائي يتبع توزيع وايبول تعطى بالشكل التالي:
{\displaystyle F(x;k,\lambda )=1-e^{-(x/\lambda )^{k}}\,}
لكل x ≥ 0, و F(x; k; λ) = 0 لـ x <0.
أما معدل العطب أو (معدل الخطر) فيعطى بالصيغة التالية.
{\displaystyle h(x;k,\lambda )={k \over \lambda }\left({x \over \lambda }\right)^{k-1}.}

## إحالات
1. ↑  "معلومات عن توزيع وايبول على موقع ne.se". ne.se. مؤرشف من الأصل في 2019-07-16.
2. ↑  "معلومات عن توزيع وايبول على موقع bigenc.ru". bigenc.ru. مؤرشف من الأصل في 2019-12-15.
3. ↑  "معلومات عن توزيع وايبول على موقع babelnet.org". babelnet.org. مؤرشف من الأصل في 2019-12-15.